# Číčenice
Číčenice (jusqu'en 1923 : Čičenice ; en allemand : Čičenitz, de 1939 à 1945 : Zitschenitz) est une commune du district de Strakonice, dans la région de Bohême-du-Sud, en République tchèque. Sa population s'élevait à 458 habitants en 2020.

## Géographie
Číčenice se trouve à 27 km au sud-est de Strakonice, à 27 km au nord-ouest de České Budějovice et à 104 km au sud de Prague.
La commune est limitée par Protivín au nord, par Dříteň à l'est et au sud-est, et par Vodňany au sud-ouest et à l'ouest.

## Histoire
La première mention écrite de la localité date de 1335.